# Mananjary (miasto)
Mananjary – miasto znajdujące się we wschodnim Madagaskarze, nad Oceanem Indyjskim, w prowincji Fianarantsoa, w regionie Vatovavy-Fitovinany, w dystrykcie Mananjary.

## Geografia
Mananjary znajduje się przy ujściu rzeki Mananjary, w pobliżu kanału Canale des Pangalanes.

## Gospodarka
W mieście znajduje się port lotniczy Mananjary oraz mały port rzeczny.

## Religia
W Mananjary znajduje się siedziba lokalnej diecezji katolickiej utworzonej 9 kwietnia 1968 roku.